# Lorenzo Juan Natali
Lorenzo Juan Natali (Bahía Blanca, 16 de diciembre de 1956-Bahía Blanca, 21 de agosto de 2024) fue un periodista, locutor de radio y político argentino. Se desempeñó como diputado en la provincia de Buenos Aires.

## Biografía
Comenzó su trabajo como locutor en 1976 en LU3 Radio del Sur y tres años más tarde se integró al equipo de LU2 Radio Bahía Blanca. En 1986 presentó su programa «Bienvenidos», el cual dirigió durante 35 años relatando todo lo que pasaba en la ciudad. También se desempeñó como conductor del programa de televisión «De Shopping» por la señal de Telefe Bahía Blanca.

### Política
Emilio Monzó junto a Maximiliano Abad le propusieron ser candidato a diputado provincial en primer lugar por la lista de Facundo Manes, a quien Natali siempre admiró, y junto al apoyo de su familia, aceptó encabezar la boleta a diputado provincial.
Luego de aceptar la propuesta, ganó las elecciones en la Sexta Sección Electoral, superando en las PASO de Juntos por el Cambio al candidato del PRO, concejal Fernando Compagnoni, por 53,63% a 46,36%. Posteriormente en las generales superó ampliamente al Frente de Todos al lograr obtener 81.284 sufragios.
Dio inicio a sus funciones como diputado provincial el 10 de diciembre de 2021 para el periodo 2021-2025. Su primer proyecto se trató de un reconocimiento a favor de la Cooperativa Obrera, empresa con la que estuvo vinculado durante más de veinte años.

#### Posible candidatura a intendente de Bahía Blanca 2023
El exdiputado nacional y ex vocero presidencial (2001) Juan Pablo Baylac por Radio 10, lo mencionó como un posible candidato a intendente debido al gran caudal de votos que logró incluso de peronistas.